# Аркадий Степной
Арка́дий Степно́й (настоящее имя — Жанат Касабеков; род. 15 июля 1978, Казахстан) — писатель-фантаст из Казахстана.
Пишет на русском языке, издаётся в России.

## Биография
Родился 15 июля 1978 года.
После окончания школы работал на рынке «Тастак» и в компьютерном клубе.
С 10 марта 2007 года начал заниматься литературной деятельностью.
Пишет на русском языке.
Живёт в Алматы (Казахстан).

## Творчество
Изданные на сегодняшний день книги Аркадия Степного относятся к трилогии «Глинглокский лев». Её герой — простой алматинский парень, которого увлечение онлайновыми компьютерными играми неожиданно завело в параллельный мир, в котором начинается большая война на уничтожение с эльфами и гномами.
Несложно провести параллели между событиями, описываемыми в первой половине трилогии, и начальным периодом Великой Отечественной войны. (Эпиграфом второй книги служат слова старшего лейтенанта 8-я гвардейской Панфиловской дивизии.)
Главный герой проходит путь от «штрафбатовца» до рыцаря короля. Ему суждено пережить потерю друзей-соратников, он будет вовлечён в хитросплетения большой политики и наградой ему, в конце концов, станет любовь баронессы.

## Интересные факты
Мне было важно, чтобы книгу издали. Хотя прикрываться выдуманной фамилией для меня как-то неловко. На семейном совете мы выбрали и фамилию — Степной, и имя — Аркадий, так моего деда звали на фронте, когда он воевал. Это единственный псевдоним, который моя душа приняла.

## Критика
Одна из особенностей творчества Аркадия Степного — использование так называемого «синематографического монтажа», что иногда бывает оправдано, а иногда приводит к появлению неразвитых второстепенных сюжетных линий, слабо связанных с основным повествованием.